# Редесілья-дель-Каміно
Редесілья-дель-Каміно (ісп. Redecilla del Camino) — муніципалітет в Іспанії, у складі автономної спільноти Кастилія-і-Леон, у провінції Бургос. Населення — 127 осіб (2010).
Муніципалітет розташований на відстані близько 230 км на північ від Мадрида, 50 км на схід від Бургоса.

## Демографія
Динаміка населення (INE ):